# E3 Harelbeke 2017
De 60e editie van de wielerwedstrijd E3 Harelbeke werd gehouden op 24 maart 2017. De renners reden een wedstrijd met start en finish in Harelbeke. De wedstrijd maakte deel uit van de UCI World Tour 2017 en is, na Dwars door Vlaanderen, de tweede wedstrijd in de Vlaamse Wielerweek. De winnaar van 2016, Michał Kwiatkowski, kwam zijn titel niet verdedigen.

## Deelnemende ploegen
| 18 UCI World Tour-ploegen | 18 UCI World Tour-ploegen | 18 UCI World Tour-ploegen | 8 wildcards                  |
| ------------------------- | ------------------------- | ------------------------- | ---------------------------- |
| AG2R La Mondiale          | Dimension Data            | Orica-Scott               | Sport Vlaanderen-Baloise     |
| Astana                    | FDJ                       | Quick-Step Floors         | Wanty-Groupe Gobert          |
| Bahrein-Merida PCT        | Katjoesja Alpecin         | Sky                       | Veranda's Willems-Crelan     |
| BMC Racing Team           | LottoNL-Jumbo             | Sunweb                    | WB Veranclassic-Aqua Protect |
| BORA-hansgrohe            | Lotto Soudal              | Trek-Segafredo            | Direct Énergie               |
| Cannondale-Drapac         | Movistar                  | UAE Team Emirates         | Roompot-Nederlandse Loterij  |
|                           |                           |                           | Gazprom-RusVelo              |
|                           |                           |                           | Aqua Blue Sport              |

## Uitslag
| Plaats  | Naam              | Ploeg             | Tijd     |
| ------- | ----------------- | ----------------- | -------- |
| Winnaar | Greg Van Avermaet | BMC Racing Team   | 4u48'17" |
| 2       | Philippe Gilbert  | Quick-Step Floors | z.t.     |
| 3       | Oliver Naesen     | AG2R La Mondiale  | z.t.     |
| 4       | Luke Durbridge    | Orica-Scott       | + 40"    |
| 5       | Lukas Pöstlberger | BORA-hansgrohe    | + 41"    |
| 6       | Michael Valgren   | Astana Pro Team   | + 52"    |
| 7       | Sonny Colbrelli   | Bahrein-Merida    | z.t.     |
| 8       | Tom Boonen        | Quick-Step Floors | z.t.     |
| 9       | Dylan van Baarle  | Cannondale-Drapac | z.t.     |
| 10      | Alberto Bettiol   | Cannondale-Drapac | z.t.     |

1958 · 1959 · 1960 · 1961 · 1962 · 1963 · 1964 · 1965 · 1966 · 1967 · 1968 · 1969 · 1970 · 1971 · 1972 · 1973 · 1974 · 1975 · 1976 · 1977 · 1978 · 1979 · 1980 · 1981 · 1982 · 1983 · 1984 · 1985 · 1986 · 1987 · 1988 · 1989 · 1990 · 1991 · 1992 · 1993 · 1994 · 1995 · 1996 · 1997 · 1998 · 1999 · 2000 · 2001 · 2002 · 2003 · 2004 · 2005 · 2006 · 2007 · 2008 · 2009 · 2010 · 2011 · 2012 · 2013 · 2014 · 2015 · 2016 · 2017 · 2018 · 2019 · 2020 · 2021 · 2022 · 2023 · 2024

Lijst van beklimmingen
 Tour Down Under ·
 Great Ocean Road Race ·
 Abu Dhabi Tour ·
 Omloop Het Nieuwsblad ·
 Strade Bianche ·
 Parijs-Nice · 
 Tirreno-Adriatico · 
 Milaan-San Remo ·
 Ronde van Catalonië ·
 Dwars door Vlaanderen ·
 E3 Harelbeke ·
 Gent-Wevelgem ·
 Ronde van Vlaanderen ·
 Ronde van Baskenland ·
 Parijs-Roubaix ·
 Amstel Gold Race ·
 Waalse Pijl ·
 Luik-Bastenaken-Luik ·
 Ronde van Romandië ·
 Rund um den Finanzplatz Eschborn-Frankfurt ·
 Ronde van Italië ·
 Ronde van Californië ·
 Critérium du Dauphiné ·
 Ronde van Zwitserland ·
 Ronde van Frankrijk ·
 Clásica San Sebastián ·
 Ronde van Polen ·
 RideLondon Classic ·
  BinckBank Tour ·
 Ronde van Spanje ·
 EuroEyes Cyclassics ·
 Bretagne Classic ·
 GP van Quebec ·
 GP van Montreal ·
 Ronde van Lombardije ·
 Ronde van Turkije ·
 Ronde van Guangxi